# Gordon Downie
Gordon Edgar Downie (Amherstview, 6 de febrero de 1964-Toronto, 17 de octubre de 2017) fue un músico y actor canadiense.

## Biografía
Fue el vocalista y principal compositor de la banda de rock alternativo The Tragically Hip. También grabó algunos álbumes como solista: Coke Machine Glow en 2001, Battle of the Nudes en 2003, The Grand Bounce en 2010, e Introduce Yerself en 2017 (disco póstumo). En cada uno de ellos estuvo acompañado por la agrupación The Country of Miracles. The Grand Bounce está acreditado a "Gord Downie and The Country of Miracles".
En mayo de 2016, Downie anunció públicamente que se le había diagnosticado cáncer cerebral terminal. Falleció en 2017, a los 53 años.

## Discografía

### Estudio
| Año  | Álbum                                   | CAN |
| ---- | --------------------------------------- | --- |
| 2001 | Coke Machine Glow                       | 26  |
| 2003 | Battle of the Nudes                     | 33  |
| 2010 | The Grand Bounce                        | 8   |
| 2014 | And The Conquering Sun (con The Sadies) | N/A |

### Compilados
- Our Power (2006): "Figment (versión acústica)"